# Metropolia di Cluj, Maramures e Sălaj
La metropolia di Cluj, Maramures e Sălaj (in romeno: Mitropolia Clujului, Maramureșului și Sălajului), è una delle metropolie (o province ecclesiastiche) della chiesa ortodossa rumena. La metropolia è stata eretta il 4 novembre 2005 ed ha sede a Cluj-Napoca, in Romania. L'attuale metropolita è Andrei Andreicuț.

## Organizzazione
La metropolia consta di un'arcieparchia e 2 eparchie:
- Arcieparchia di Vad, Feleac e Cluj
- Eparchia di Maramures e Satu Mare
- Eparchia di Sǎlaj

## Elenco dei metropoliti
- Bartolomeu Anania (4 novembre 2005 - 31 gennaio 2011)
- Andrei Andreicuț (18 marzo 2011 - presente)